# شهرستان شمشوو
شهرستان شمشوو (به بلغاری: Shemshevo) یک شهرستان در بلغارستان است که در استان ولیکو تارنوو واقع شده‌است. شهرستان شمشوو ۵۵۷ نفر جمعیت دارد و ۲۳۶ متر بالاتر از سطح دریا واقع شده‌است.